# جمهوری سوسیالیستی صربستان
جمهوری سوسیالیستی صربستان، یکی از جمهوری‌های سوسیالیستی تشکیل‌دهندهٔ جمهوری فدرال سوسیالیستی یوگسلاوی بود. این جمهوری، بزرگ‌ترین و پرجمعیت‌ترین جمهوری در بین جمهوری‌های تشکیل‌دهندهٔ یوگسلاوی بود و پایتخت این جمهوری، شهر بلگراد، پایتخت فدرال یوگسلاوی هم بود.

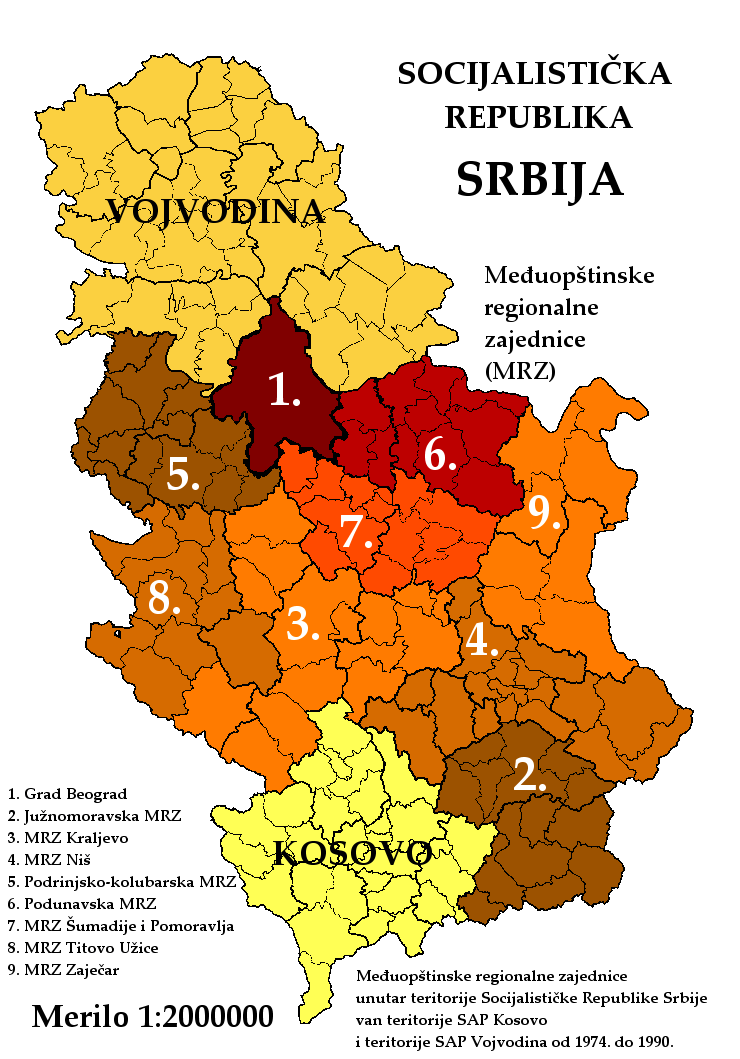